# Les Mystérieuses Aventures de Claude Conseil
Pour plus de détails, voir Fiche technique et Distribution.
Les Mystérieuses Aventures de Claude Conseil est un court métrage français réalisé par Marie-Lola Terver et Paul Jousselin, sorti en 2023.

## Synopsis
Claude Conseil vit une retraite paisible avec son mari dans une maison au milieu des bois. Elle occupe son temps à écouter et enregistrer les oiseaux. Un soir de printemps, d'incessants et énigmatiques appels viennent rompre le calme de la forêt.

## Fiche technique
- Titre : Les Mystérieuses Aventures de Claude Conseil
- Réalisation : Marie-Lola Terver et Paul Jousselin
- Assistante à la réalisation : Anaïs Le Berre
- Production déléguée : Dorothée Levesque
- Musique : Leys, Grégoire Chauvot
- Décors : Auguste Diaz
- Costumes : Marie-Lola Terver
- Photographie : Guillaume Delsert
- Son : Gaël Eléon
- Monteuse son : Noëmy Oraison
- Bruitages : Éléonore Mallo
- Montage : Jeanne Sarfati
- Assistant opérateur : Valérian Galy
- Scripte : Alexia Montegu
- Etalonnage : Alexandre Cambron
- Maquillage : Yuna Calvez
- Mixage : Thibaut Macquart
- Société de production : Les Films du Sursaut
- Budget : 109 335 €[1]
- Pays de production :  France
- Langue originale : français
- Format : couleur — 1,78:1 - Son 5.1
- Genre : comédie
- Durée : 20 min 5 s
- Dates de sortie : France : 21 octobre 2023 (Festival international du film indépendant de Bordeaux)

## Distribution
- Claude Conseil : Catherine Salviat
- son mari : Olivier Saladin
- Leys : Leys

## Distinctions

### Sélections nationales
- Festival international du film indépendant de Bordeaux 2023[2]  :
  - Prix France TV
  - Prix Sacem de la meilleure musique originale
- Festival européen du film court de Brest 2023[3] :
  - Prix du Public
  - Prix de la jeunesse
  - Mention spéciale comédie
- Festival du court métrage d'Auch 2023  : Prix du Public[4]
- Festival Premiers Plans d'Angers 2024 : Prix du public
- Festival du court métrage de Clermont-Ferrand 2024 : 
  - Prix du Public
  - Prix du rire « Fernand Raynaud »
- Festival Côté court de Pantin 2024 :
  - Prix du Public
  - Prix du label Jeune création
- Festival Phares (Arles) 2024 :
  - Prix du jury des cinéastes
  - Prix du public
- Festival du court métrage d'humour de Meudon 2024 :
  - Grand prix du jury
  - Prix du Public
  - Prix d'interprétation pour Catherine Salviat
- Ciné Jeune de l'Aisne 2024 :
  - Grand Prix
  - Prix régional
- C'est pas la taille qui compte (Paris) 2024 : Prix du Public
- Plein la bobine (La Bourboule) 2024 : Prix du jury Mino
- Courtivore (Rouen) 2024 : Prix du Jury
- Festival du film grolandais (Toulouse) 2024 : Prix du Public
- Festival de cinéma de Saint-Paul-Trois-Châteaux : Prix du Public
- Frontières Films Festival (Céret) 2024 :
  - Prix du Public
  - Prix de l'interprétation : Catherine Salviat

### Sélections internationales
- Busho (Budapest, Hongrie) :
  - Student Best Fiction
  - International Jury Best Screenplay
- Basta Film Fest (Belgrade, Serbie) : Mention du jury
- Brno16 International Short Film Festival (Brno, République Tchèque) : Prix du jury étudiant
- HaHaArt Film Festival (Pombal, Portugal) : Best International Short[5]
- Lucca Film Festival (Lucques, Italie) : Prix du Public
- Spektrum Film Festival (Pologne) : Meilleur court métrage
- Vevey International Funny Film Festival (Suisse) : Prix du Public[6]

## Autour du film
Le scénario du film a été écrit en Auvergne en 2020 pendant le confinement lié au Covid.
Paul Jousselin a créé un site qui émule le bureau de l'ordinateur du personnage Claude Conseil. On peut y écouter des chants d'oiseaux, le titre Beretta de Leys, mais aussi y consulter des photos de tournage et les récompenses reçues.